# Burg Griedel
Die Burg Griedel ist eine abgegangene Burganlage an der Stelle der heutigen Evangelischen Kirche in Griedel (Kleine Kirchgasse 13), einem Ortsteil der Stadt Butzbach im Wetteraukreis in Hessen.

## Geschichte
Der seit 768 urkundliche Ort war bis zum Aussterben 1255 Besitz der Herren von Münzenberg, ging danach an die Falkensteiner und 1418 an die Herren von Eppstein. Dies mussten gegen Ende des 15. Jahrhunderts Ort und Burg den Grafen von Solms-Braunfels im Zuge von Erbstreitigkeiten überlassen. Seit etwa 1150 war laut Urkunde des Klosters Schiffenberg eine ritterliche Familie von Griedel nachweisbar. Diese starben um 1466 aus (letzte urkundliche Erwähnung).
Die Burg wurde vermutlich im 14. Jahrhundert durch Stiftungen des örtlichen Adels (die Ritter von Bellersheim und die Herren von Kolnhausen) erbaut, um deren Besitz abzusichern und 1408 sowie 1464 urkundlich erwähnt. Als Besitzer der Burg wird dabei Henne von Kolnhausen genannt, der 1446 und 1459 als Griedelscher Amtmann der Eppsteiner Burg erwähnt wird. Sie diente danach als Sitz der Amtmänner von Solms-Braunfels. Das Jahr 1551 zeigt das Datum einer Bauinschrift im Fachwerkteil über der Eingangstür der Griedeler Burg. 1779 wird Ort und Burg erwähnt: Zum Amt Wolfersheim gehörend: „Griedel, ein Kirchdorf, woselbst eine landesherrschaftliche Burg, und ein adeliches Gut ist.“
Bekannt unter ihnen waren die Rentamtmänner Elias Carrière (1745–1811) und Wilhelm Gottlieb Carrière (1792–1867). Die Burg war Geburtshaus des Philosophen Moriz Carrière.
Die Burg bestand wohl nur aus einem Festen Haus (Steinhaus) neben einem nicht miteinander verbundenen Bergfried. Der runde Bergfried der Burg diente später als wehrhafter Chorturm der Kirche zum Schutz der Bürger und stammt vermutlich aus der zweiten Hälfte des 14. Jahrhunderts. Noch 1695 wird der Bergfried mit Spitzdach und 2 Ecktürmchen dargestellt. Das ganze war durch einen Burggraben gesichert, der noch bis 1835 existiert hat, denn in diesem Jahr wurde er verfüllt. Nach Angaben des Geschichtsvereins Butzbach war die Burg noch bis 1926 in fürstlichem Besitz und wurde erst danach an wechselnde Besitzer verkauft. Im Ort existierten weitere Adels- bzw. Junkerhöfe.
Der Turmhelm des ehemaligen Bergfriedes und heutigen Kirchturms stammt aus dem Jahr 1830.
Nach einer alternativen Deutung war der Rundturm nie freistehender Festungsturmes einer Burg, sondern wurde im 14. Jahrhundert als Chorturm an ein Kirchenschiff aus romanischer Zeit angebaut. Das einheitliche Mauerwerk mit seinen gotischen Maßwerkfenstern spricht dagegen, dass die Fenster erst nachträglich eingebrochen wurden. Demzufolge diente der Turm von Anfang an als Kirchturm, erfüllte jedoch in spätmittelalterlicher Zeit eine Doppelfunktion. Da die von Bellersheim und Kolnhausen in Griedel nur ein Steinhaus, aber keine befestigte Burganlage besaßen, ließen sie den Kirchturm in wehrhafter Bauweise errichten.  Die vier flankierenden Wichhäuschen des spätgotischen Helmaufbaus dienten aus Ausguckposten und zu Verteidigungszwecken. Der gesamte Kirchhof bildete mit seiner starken Ummauerung und seinen drei festen Toren eine Zufluchts- und Verteidigungsstätte.